# The Lost Address
The Lost Address è un cortometraggio muto del 1912 scritto e diretto da Al Christie che qui firma la prima regia di una carriera che sarebbe durata fino al 1942 comprensiva di 442 titoli.

## Produzione
Il film fu prodotto da David Horsley per la Nestor Film Company.

## Distribuzione
Distribuito dalla Motion Picture Distributors and Sales Company, il cortometraggio uscì nelle sale cinematografiche USA l'8 gennaio 1912. Nelle proiezioni, veniva programmato con il sistema dello split reel, accorpato in un'unica bobina con un altro cortometraggio prodotto dalla Nestor, The New Clerk.